# أرت كولتر
أرت كولتر هو لاعب هوكي الجليد كندي، ولد في 31 مايو 1909 في وينيبيغ في كندا، وتوفي في 14 أكتوبر 2000 في موبيل في الولايات المتحدة.

## وصلات خارجية
- أرت كولتر على موقع دوري الهوكي الوطني (الإنجليزية)
- أرت كولتر على موقع EliteProspects.com (الإنجليزية)
- أرت كولتر على موقع HockeyDB.com (الإنجليزية)
- أرت كولتر على موقع Hockey-Reference.com (الإنجليزية)
- أرت كولتر على موقع قاعة مانيتوبا للمشاهير الرياضية (الإنجليزية)